# Modeeria rotunda
Modeeria rotunda is een hydroïdpoliep uit de familie Tiarannidae. De poliep komt uit het geslacht Modeeria. Modeeria rotunda werd in 1827 voor het eerst wetenschappelijk beschreven door Quoy & Gaimard. 